# Ruellia inflata
Ruellia inflata är en akantusväxtart som beskrevs av Louis Claude Marie Richard. Ruellia inflata ingår i släktet Ruellia och familjen akantusväxter. Inga underarter finns listade i Catalogue of Life.